# チャールズ・スターク・ドレイパー研究所
チャールズ・スターク・ドレイパー研究所（Charles Stark Draper Laboratory）は、アメリカ合衆国マサチューセッツ州ケンブリッジにある非営利研究開発組織である。国家安全保障、宇宙開発、医療、エネルギーといった分野について、最新技術による設計・開発・展開を主に行っている。通称はドレイパー研究所。
1930年代初めごろ、チャールズ・スターク・ドレイパーがMITに器械工学研究所として創設したのが始まりである。1973年、MITから分離され、独立した非営利組織となった。
特に、慣性航法・誘導システムや制御技術、無停止コンピュータ、アルゴリズムやソフトウェア、デモリングとシミュレーション、MEMS、マルチチップモジュール技術などを得意とする。

## 研究分野
陸海空および宇宙における自律システム、分散センサーおよび分散ネットワーク、精密誘導兵器、医用生体工学、化学・生物学的防衛、エネルギーシステムのモデリングと管理、といった分野を主に扱っている。場合によっては、技術の民間への転用のためにパートナーと共同で働くこともある。
以下の7部門に分かれている。
- 戦略システム部門
- 宇宙システム部門
- 戦術システム部門
- 特別プログラム部門
- 医療システム部門
- 空中戦およびISR（インテリジェンス、監視、偵察）部門
- エネルギー・ソリューション部門

## 拠点
米国内に6つの拠点がある。本部はマサチューセッツ州ケンブリッジにある。他に、テキサス州ヒューストンのNASAジョンソン宇宙センター内の拠点、タンパの南フロリダ大学にあるドレイパー・バイオエンジニアリング・センター、フロリダ州セントピーターズバーグのマルチチップモジュール研究施設、ワシントンD.C.の拠点、アラバマ州ハンツビルの拠点がある。

## 歴史
1930年代、チャールズ・スターク・ドレイパーが角運動と直線運動の精密測定のための器械開発を行う研究所をMITに創設したのが起源である。第二次世界大戦中は、秘密器械開発研究所 (Confidential Instrument Development Laboratory, CID) と呼ばれていた。その後MIT器械工学研究所 (MIT Instrumentation Laboratory) と改称。1970年には創設者の名を冠するようになり、1973年にはMITから独立して非営利研究開発企業となった。
その歴史上、一貫して誘導・航法・制御 (GN&C) 技術の開発や実用化を行い、アメリカ政府やアメリカ航空宇宙局 (NASA) の要求に応えてきた。海中から発射される弾道ミサイルのための最も正確で信頼性の高い誘導システムの設計・開発、アポロ計画のための高精度・高信頼なGN&Cシステムの設計・開発なども行ってきた。ドレイパー研究所は、民間または軍用の航空機、潜水艦、ミサイル、宇宙機、無人機などの精密なGN&Cに欠かせない慣性センサ、ソフトウェア、高信頼システムの開発に貢献してきた。

## 主な技術革新
- Mark 14 照準器 - 第二次世界大戦時にアメリカ海軍の艦艇の高射砲に装備され、照準精度を高めた。[9]
- SPIRE - 今では民間機にも使われているオートパイロットのさきがけ。航空機ナビゲーションの精度と安全性を高めた[10]。
- GEORGE - 世界初の代数コンパイラ (algebraic compiler)[11]
- Q-guidance（英語版） - ミサイル誘導に使われた方程式[12]
- アポロ誘導コンピュータ - 宇宙で初めて集積回路技術を使い自律航法を実現[13]。
- デジタル・フライ・バイ・ワイヤ - 航空機の制御をデジタル信号化[14]
- 無停止コンピューティング - 航空機などで複数台のコンピュータに同時に同じ作業をさせる。一部が故障しても全体としてはそのまま機能し続けることができる[15]。
- MEMS技術[16]
- 自律システムのアルゴリズム - 宇宙機の自律的ランデブーや自律的ドッキング、潜水艦の自律システムなど
- GPSと慣性航法システムの組み合わせ - システムがGPSの機能しない環境に入り込んでも継続的なナビゲーションが可能[17]

## ドレイパー賞
チャールズ・スターク・ドレイパー賞は、ドレイパー研究所が1988年に創始した技術系の賞であり、全米技術アカデミーが与える国際的に最高の工学系の賞とされている。生活の質を向上させたり、情報アクセスを容易にするなど、社会に大きな影響を与えた技術革新を毎年表彰している。副賞は50万ドル。

## 技術教育
技術教育もこの研究所の目的のひとつとされている。毎年50人の大学院生を支援するフェロープログラムを実施している。これに選ばれた学生は後に政府機関、軍、企業、教育機関などでリーダー的立場になっている者が多い。受託研究を大学と共同で実施することも多い。学部学生の支援も行っている。

## 近隣との交流
高校までの理工系教育と近隣コミュニティとの連携も1984年から公式に行っている。コミュニティ・リレーション・プログラムに毎年17万5千ドル以上の予算を投じている。近隣の交流は理工系教育の促進を第一の目的としており、インターンシップ、サイエンス・フェスティバルの開催、見学ツアーなどもその目的に沿ったものである。

## 報道
この研究所の研究成果はしばしばニュースで取り上げられている。研究所のウェブサイトには最近の見出しの一覧がある。